# Campionati del mondo di ciclocross 2015 - Gara maschile Elite
La sessantaseiesima edizione della gara maschile Elite dei Campionati del mondo di ciclocross 2015 si svolse il 1º febbraio 2015 con partenza ed arrivo da Tábor in Repubblica Ceca, su un percorso iniziale di 160 mt più un circuito di 3,11 km da ripetere 8 volte per un totale di 25,04 km. La vittoria fu appannaggio dell'olandese Mathieu van der Poel, il quale terminò la gara in 1h09'12", alla media di 21,718 km/h, precedendo il belga Wout Van Aert e l'altro olandese Lars van der Haar terzo.
Partenza con 52 ciclisti provenienti da 20 nazioni, 35 completarono la gara.

## Squadre partecipanti
| N.ciclisti | Cod. | Squadra     |
| ---------- | ---- | ----------- |
| 7          | BEL  | Belgio      |
| 5          | CZE  | Cechia      |
| 5          | NLD  | Paesi Bassi |
| 4          | SUI  | Svizzera    |
| 4          | SVK  | Slovacchia  |
| 4          | USA  | Stati Uniti |
| 3          | CAN  | Canada      |
| 2          | AUS  | Australia   |
| 2          | GER  | Germania    |
| 2          | ESP  | Spagna      |

| N.ciclisti | Cod. | Squadra       |
| ---------- | ---- | ------------- |
| 2          | FRA  | Francia       |
| 2          | ITA  | Italia        |
| 2          | JPN  | Giappone      |
| 2          | POL  | Polonia       |
| 1          | AUT  | Austria       |
| 1          | DEN  | Danimarca     |
| 1          | GBR  | Regno Unito   |
| 1          | HUN  | Ungheria      |
| 1          | NZL  | Nuova Zelanda |
| 1          | UKR  | Ucraina       |

## Classifica (Top 10)
| Pos. | Corridore             | Squadra     | Tempo    |
| ---- | --------------------- | ----------- | -------- |
| 1    | Mathieu van der Poel  | Paesi Bassi | 1h09'12" |
| 2    | Wout Van Aert         | Belgio      | a 15"    |
| 3    | Lars van der Haar     | Paesi Bassi | a 17"    |
| 4    | Kevin Pauwels         | Belgio      | a 1'06"  |
| 5    | Klaas Vantornout      | Belgio      | a 1'12"  |
| 6    | Tom Meeusen           | Belgio      | a 1'17"  |
| 7    | Gianni Vermeersch     | Belgio      | a 2'26"  |
| 8    | Marcel Meisen         | Germania    | a 2'37"  |
| 9    | Philipp Walsleben     | Germania    | a 2'43"  |
| 10   | Marco Aurelio Fontana | Italia      | a 2'54"  |